# Botella de cuello Codd

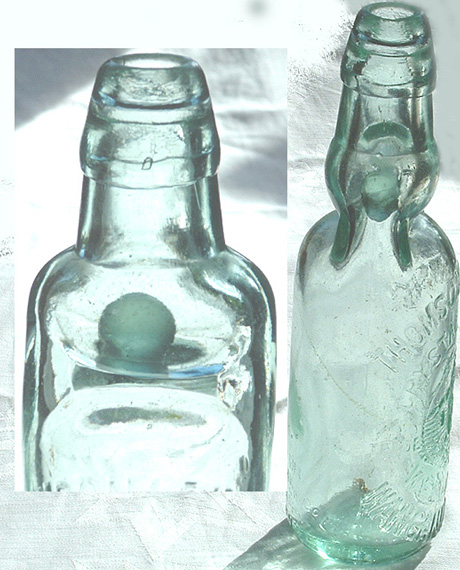
Botella de cuello Codd.

Una botella de cuello Codd es un tipo de botella concebido para alojar bebidas carbonatadas.

## Historia
En 1872, Hiram Codd un fabricante británico de bebidas gaseosas de Camberwell, Londres, diseñó y patentó una botella especialmente concebida para bebidas carbonatadas.

## La botella
La botella de cuello Codd fue diseñada y fabricada de manera de alojar una bolita de vidrio y una arandela de goma en su cuello. Las botellas eran rellenadas invertidas, y la presión del gas en la botella empujaba a la bolita contra la arandela, sellando los gases contenidos en la bebida. La botella estaba conformada con una forma especial, tal como se observa en la foto adjunta, de forma tal de proveer una cámara hacia la cual la bolita era desplazada con un instrumento para abrir la botella. Así se evitaba que la bolita bloqueara el cuello cuando se servía la bebida.

## Popularidad

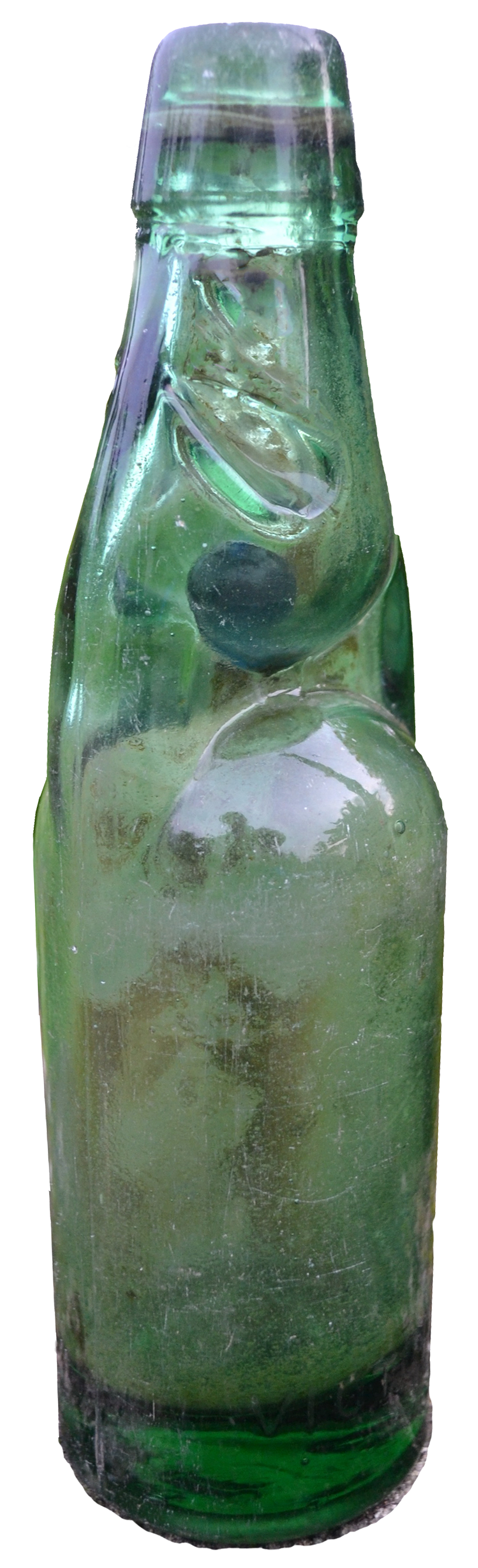
Bebida Banta en una botella de cuello Codd.

Poco tiempo después de ser lanzada al mercado, la botella alcanzó gran popularidad en las industrias de bebidas gaseosas y cerveceras de  Europa, India y Australasia, aunque algunos bebedores de bebidas alcohólicas la tenían en poca estima.
Durante varias décadas las botellas estuvieron en uso, pero finalmente se tornaron obsoletas. Los niños rompían las botellas para recuperar las bolitas de vidrio, las botellas antiguas son relativamente raras y se han convertido en objetos de colección; especialmente en el Reino Unido. 
El diseño de cuello Codd todavía es utilizado en las botellas de una bebida gaseosa denominada Ramune comercializada en Japón y en una bebida denominada Banta consumida en India.